# ダ埼玉
ダ埼玉（ダさいたま）とは、「ダサい」と「埼玉県」を掛け合わせた造語である。埼玉県を「野暮ったい」「垢抜けない」ものと見なして揶揄することを目的としている。この造語は1980年代初頭、竹の子族という若者たちのファッションから着想を得たタレントのタモリによって考案されたもので、自身が司会を務める『森田一義アワー 笑っていいとも!』内で発信したことを契機に1984年の流行語となった。同義語にド埼玉があり、この造語と「ダサい」との組み合わせにより「ダ埼玉」に変化したのだともいわれる。いちタレントの発言に端を発したこの造語は広く普及するとともに、語の使用のみならず、この語が含意する埼玉のイメージをめぐって、行政をはじめとする幅広い人々の反応を引き起こした。以下では、その経緯や背景、その後に与えた影響について詳述する。

## 経緯

### 造語の誕生と波及
芸能界デビューから1980年代にかけてのタモリは攻撃的な言動の芸風で知られ、「表面的には明るく振る舞うが、内面に暗さを抱える人物」に対して「ネクラ」と対義語の「ネアカ」という表現、愛知県出身者の使用する名古屋弁に対して「エビフリャー」（エビフライの意）などの表現を好んで使うなど、自身の番組内でさまざまな人々や地域やジャンルを笑いの対象としていた。

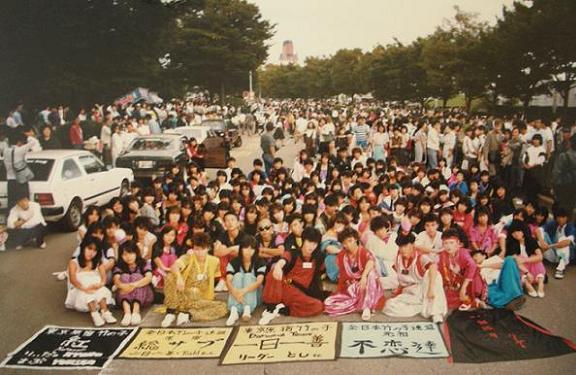
1980年代初頭、タモリは埼玉県民や千葉県民などで構成される竹の子族の服装に着目し、「ダ埼玉」の造語を生み出した。

そのタモリが埼玉に関心を持ったのは、1981年（昭和56年）2月26日に放送された『タモリのオールナイトニッポン』の「思想のない歌」コーナーの中でさいたまんぞうの「なぜか埼玉」というコミックソングを取り上げた時からといわれている。当初、この歌は売り上げが芳しくなかったが、2月26日付けの放送が全国オンエアされると聴取者の間で抑揚のない歌い方とメロディが評判となり、さいたはメジャーデビューに至った。
その後、当時の若者の間で流行していた竹の子族という風俗の愛好者に埼玉県や千葉県出身者が多いことが調査結果により明らかになると、1982年（昭和57年）2月14日放送のテレビ朝日系列の番組内、同年3月に刊行された『現代用語事典ブリタモリ』などで、栃木県、埼玉県、千葉県、神奈川県を一括りにし、各県の頭文字を合わせた「トサチカ」「トサチカ族」という造語を披露した。
やがて、タモリは竹の子族がもんぺ風の衣装など世間一般には「垢抜けない」と見做される服装あるいは奇抜な服装を身に付けていたことから、「ダサい」と評するようになった。さらに同年10月4日からフジテレビ系列で放送開始された『森田一義アワー 笑っていいとも!』の中で「ダ埼玉」という言葉を頻繁に使用し、当時の流行語となった。
1980年代当時、タモリは『オールナイトニッポン』の番組内に「お国批判にしひがし」というコーナーを設け聴取者から笑いのネタを募ると、自身の出身地である福岡県を皮切りに、愛知県や埼玉県に限定せず全国各地を笑いの対象として揶揄していた。新語ウォッチャーのもりひろしは「タモリがひそかに発信したのは『言葉』ではなく『着眼点』だったように思う。彼が媒介となって地域コンプレックスをあぶり出し、言葉やアイデアの面白さを増幅させた」と評している。埼玉に関しては造語の発信だけでなく、『笑っていいとも!』の番組内において「昨今の風潮を子供が気にしているので、当事者自身の言葉で否定してほしい」と訴える視聴者の主婦からの投書を「…ええ、真実を隠すことになりますので、嘘は言えません」と撥ねつけ笑いものにするパフォーマンスを行ったことや（『笑っていいとも!』1983年2月10日放送分）、タモリとは言明されていない「あるタレント」がテレビ視聴者に対して後進的なイメージを植え付けるため、前時代的な「下肥え担ぎ」のパフォーマンスを行ったことが記録として残されている。
『笑っていいとも!増刊号』の編集長を務めていた雑誌編集者の嵐山光三郎は1987年（昭和62年）に出版した自著の中で、埼玉だけでなく茨城県や千葉県といった東京近郊を一括りにし、「渋谷、原宿あたりをブルンブルン走っている暴走族や、六本木で取材のテレビカメラの前で競ってピースマークをしている」いわゆる不良少年や、「土地の値上がりや親から受け継いだ資産で、難なくサラリーマン東京人の収入を上回り元気になった」青年層に批判の目を向けた。

### 県内の反応
埼玉県では問題を深刻に捉え、1983年（昭和58年）6月に埼玉県庁内にイメージアップのための調査研究グループを設立、県発行の広報誌『県民だより』昭和58年9月号において問題をテーマにした紙上討論会を開き、埼玉県知事の畑和、埼玉大学名誉教授の小野文雄、埼玉県出身のタレントの所ジョージのコメントや読者からの投書を掲載した。この中で、畑は埼玉を軽く見る風潮について「東京との比較」、小野は「江戸時代から江戸を中心とした幕府の支配体制に組み込まれ、明治時代以降も県内に中心となる都市を持たなかったこと」を理由の一つに挙げた。一方、所は「東京を仕事の場、埼玉を生活の場と割り切る」とした上で、「もっと東京指向であって良い」と主張した。
一連の動向を知ったタモリはさらに関心を持ち、『笑っていいとも!』の生放送中に埼玉県庁に電話取材を試みると、埼玉県議会の議題に取り上げられる事態へと発展した。1984年3月13日付けの『埼玉新聞』は自由民主党選出議員の片貝光次と畑知事との間で質疑応答が行われた際、畑知事のアピールに議会が沸き立ったと報じた。また、同年4月に調査研究グループによる報告書『埼玉の魅力―イメージアップをめざして』が出版された際、研究グループのリーダーは「タモリが教わることはあっても、こちらが学ぶことはありません」と回答したといわれているが、当の埼玉県民はタモリの言動を「一種のユーモア」として楽しむ者、言葉通りに受け取り反応する者、それを冷笑する者などに分かれた。
一方、『県民だより』昭和58年9月号に掲載された読者からの一部報告例や、1984年3月13日付けの『埼玉新聞』の報道にあるように、「ダ埼玉」という言葉や埼玉県を揶揄する風潮は1980年代を通じて全国に波及した。紙上討論会にコメントを掲載した所沢市出身の所は1984年（昭和59年）頃、自身の出演番組内で埼玉県を揶揄するジョークを繰り返し、マイナスイメージの定着に一役買う結果となった。
こうした風潮は2000年代ころまで続き、東京への良好なアクセスと住環境、あるいは県内の独自性や著名な人物の存在などといった地域特性を無視し、否定的な評価を受ける機会が多かった。

### 行政の対応
1992年（平成4年）6月、元参議院議長の土屋義彦が埼玉県知事に就任した。土屋はかねてから県民の東京に対する依存意識の根深さ、県を揶揄する風潮、経済企画庁が発表する「豊かさ指標」による低評価、前例踏襲的で柔軟性を欠いた県政に疑問を感じていたといい、マイナスイメージからの脱却を掲げ、同年11月14日の県民の日に合わせて「彩の国」という県の愛称を制定した。
なお、土屋は1997年（平成9年）に出版した自著の中で、幕末の思想家・吉田松陰の残した「国の最も大なりとする所のものは、華夷の弁なり」という言葉を引用し、次のような主張をしている。
土屋は従来の箱物行政にも疑問を感じていたといい、畑知事時代に計画された一部事業計画を白紙化する一方で、バブル色の強い「埼玉コロシアム」「埼玉メッセ」を柱とした「埼玉中枢都市構想」については県の自立性を高める好機と捉え、経済状況や防災面に即した計画案「さいたま新都心中枢・中核施設基本整備計画」に修正、彩の国さいたま芸術劇場については芸術文化活動への助成を重視する施策を行った。

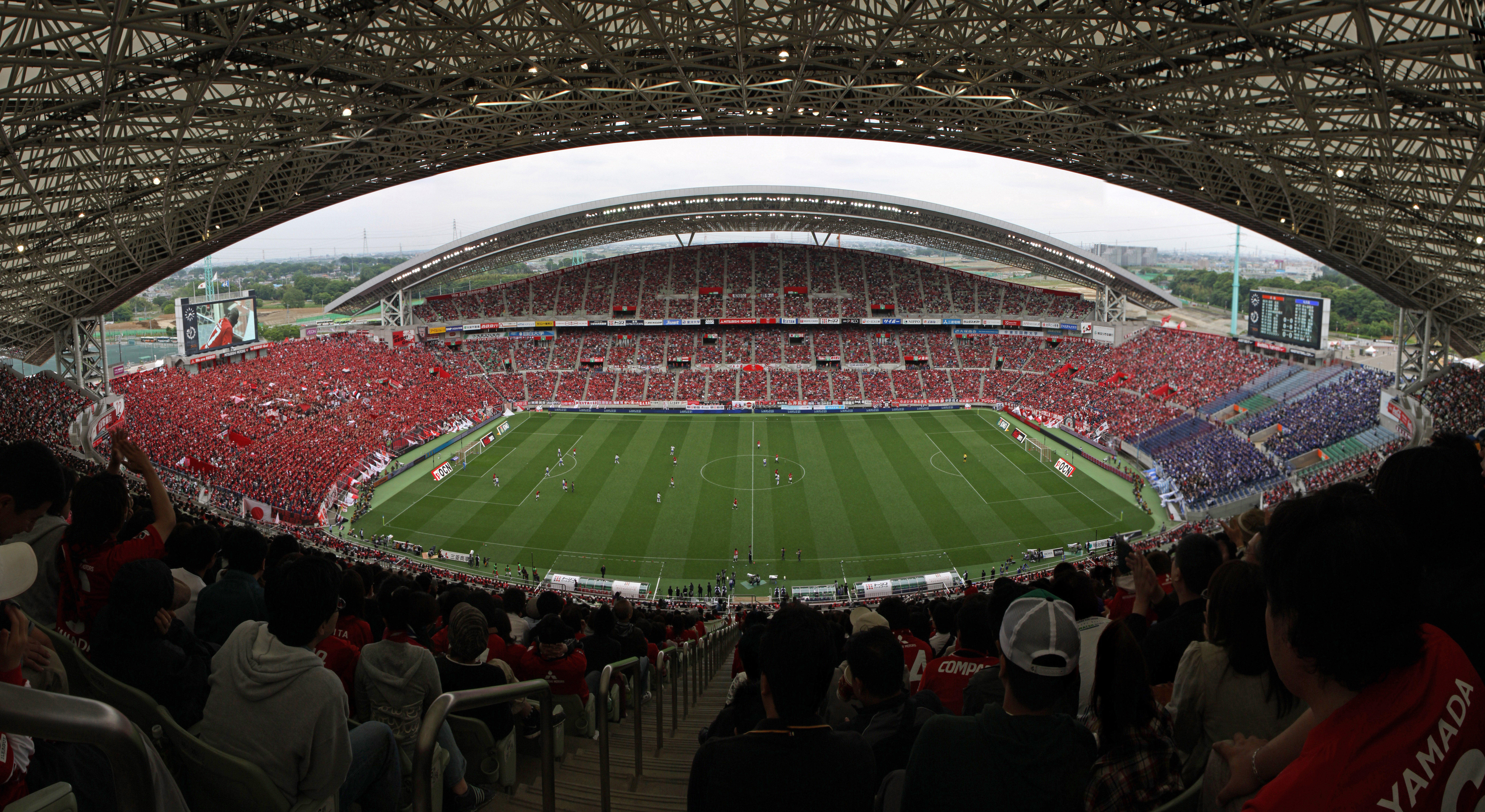
埼玉スタジアム2002

また、県のシンボルとして、浦和レッズのホームスタジアムで2002 FIFAワールドカップの試合開催地となる国内最大級のサッカー専用スタジアム・埼玉スタジアム2002の建設、さきたま古墳公園の整備、入間郡越生町の「さくらの郷」計画を三つの柱とした施設整備を進めたほか、さいたまスーパーアリーナの開館記念事業としてバスケットボールのスーパードリームゲーム2000の開催、2001年のバスケットボール・ヤングメン世界選手権や2006年バスケットボール世界選手権決勝ラウンドの開催地誘致に成功するなど、「彩の国キャンペーン」に留まらず埼玉の積極的なイメージ改善を行った。
このほか実現はならなかったものの、2002 FIFAワールドカップ決勝戦招致の先頭に立ち、神奈川県横浜市との間で招致合戦を展開し、東京タワーに代わる新電波塔建設計画（新東京タワー）をさいたま新都心に誘致する政策を行った。
土屋知事の任期中の積極的なイメージアップ政策により、1980年代のように「ダ埼玉」と評されることは少なくなったが、土屋の後任として知事となった上田清司の下でも埼玉県ブランドの積極的な発信が行われ、イメージアップ政策は継続して執り行われている。

## 背景

### 造語の背景
先述のように芸能界デビューから1980年代初頭のタモリはラジオ番組『タモリのオールナイトニッポン』の毒舌パーソナリティーとして若者の間でカルト的人気を獲得していた。その手法はいわゆる「密室芸」「身内芸」であり、「排除の論理で、排除された者を笑いのめす」のが特徴となっていた。その矛先は主に「田舎」「田舎者」「インテリ、文化人」に向けられ、「田舎」であれば名古屋を槍玉にあげ、「田舎者」であればミュージシャンのさだまさしや小田和正らの楽曲をその最たるものと批判し、「インテリ、文化人」であれば寺山修司、竹村健一、大橋巨泉の言動を時には批判、時には誇張して笑いの対象とした。ただし、自身のクラさも批判対象に密かに忍ばせる、あるいはクラさを一身に引き受けていたともいい、そうした姿を周囲に晒すことで、一部ファンとの間で連帯感を生み出していた。
『週刊現代』1983年2月5日号に掲載されたタモリのインタビューによれば、名古屋批判の趣旨のほか、次のターゲットとして埼玉県を推す意見があることについての自身の見解が記されている。それによると1983年初頭の時点ではあくまでも名古屋が田舎批判、地方批判の本命であり、埼玉は別次元のものと捉えていたという。
作家の小林信彦によれば、タモリは深夜番組時代から埼玉県、千葉県といった東京の隣県を笑いの対象としており、小林は「心の隅に、チラとはあるが、明らさまに口にする」ような「地方差別」の類は（近隣に親戚縁者のいる）東京生まれの人間であれば出来ない無粋なものと評している。一方で小林は「タモリについて好意的に見れば、視聴者が本質的に『なんらかの差別』を好むことを見抜いたのは鋭いと思う」と評している。
一方でタモリは1981年（昭和56年）をピークに毒舌家としての側面を後退させ、お茶の間向けの芸風にイメージチェンジを図ろうとしており、小林、コラムニストの亀和田武、イラストレーターの山藤章二らから批判を受けていた。こうした批判についてタモリ自身は『週刊現代』1983年2月5日号において「毒がなくなったというけれど、自分は昔から同じで、毒なんてないと思っている。普通の人が面白いと思うことをストレートにやっていただけでね。それが毒だといわれても」と弁明している。これに対し、放送作家の景山民夫は山藤との対談の中で『笑っていいとも!』出演以降のタモリの芸風転向について次のように語っている。

### 受容の背景

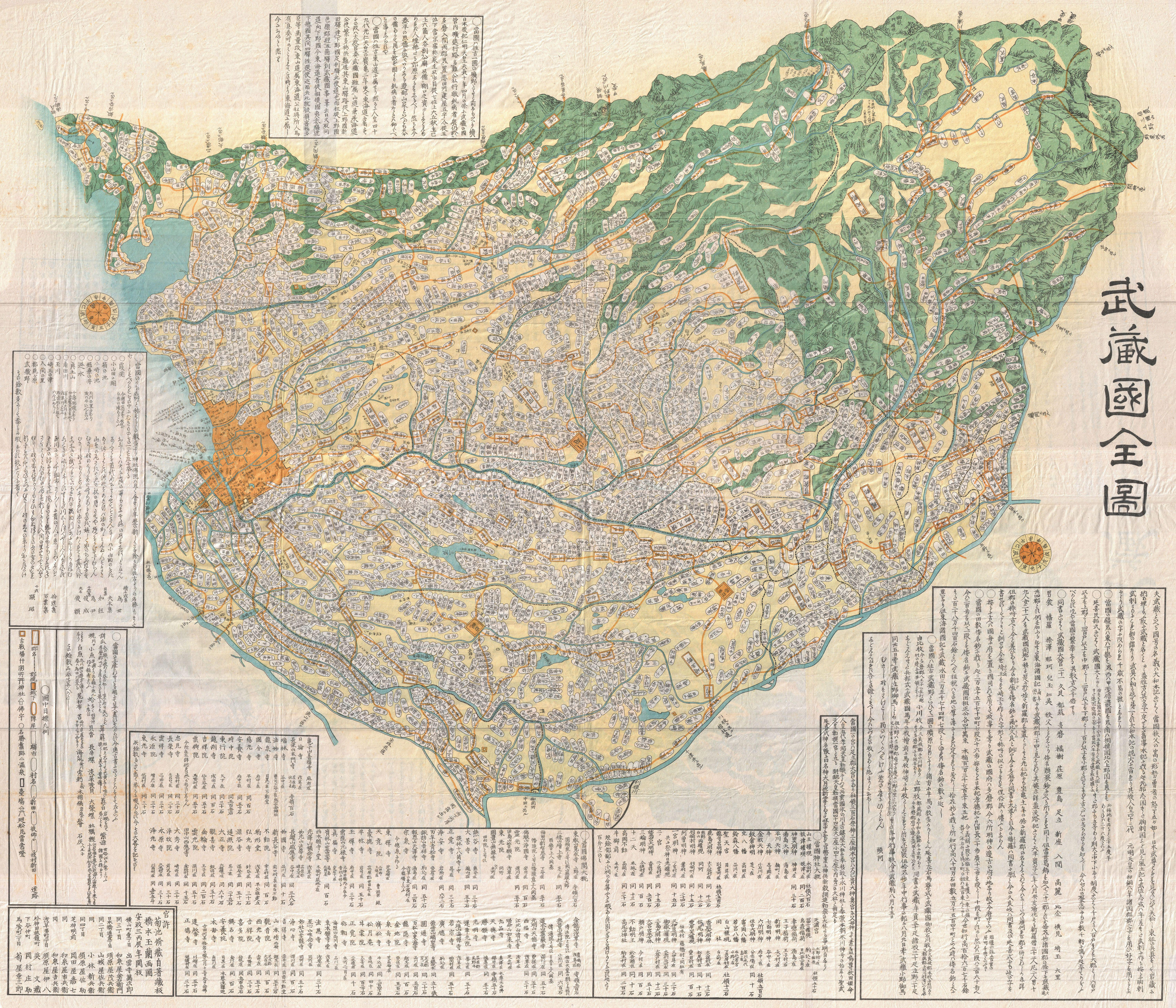
武蔵国の古地図。後の埼玉県に相当する地域は徳川家康の関東入封以降、天領や幕領が置かれ江戸の後背地として発展した。一方、それらが複雑に入り組み、対外的に顔としての機能を持つ大都市を持たなかった。

先述のように埼玉を軽く見る風潮について、埼玉大学名誉教授の小野文雄は、江戸期に幕府の支配体制（江戸幕府）に組み込まれ、これ以降も県内に中心となる都市を持たなかった点を挙げている。小野によれば、武蔵国の本県域に相当する地域（以下、北武蔵）を根拠地とする武士団は源頼朝を棟梁とした武家政権樹立（鎌倉幕府）の原動力となった。室町期の平一揆の乱を契機に武士団は衰退を余儀なくされたものの、武蔵の地は戦国期を通じて諸将から戦略的に重視され、争乱の場となった。こうした立場は豊臣秀吉による小田原征伐後の徳川家康の関東移封と、秀吉没後の徳川家による支配体制の確立により変化が生じた。
北武蔵は、幕府が置かれ政治・文化の中心となった江戸の後背地として米を中心とした農業生産、利根川や荒川の治水と新田開発、大名が主要街道を往来する際の使役に携わるなど商業面においても産業面においても密接な関係を築いた。地域内は約20万石の藩領のほか江戸幕府直轄の天領、幕府旗下の知行所が占めていたが、これらを治める譜代の家臣達は徳川家に対する中央集権的意識を強く持ち合わせ、なおかつ転封も多かったことから、独自性は生まなかった。明治以降、埼玉県が成立した後も東京圏に組み込まれたため、県民としての連帯意識、独自の県民性を育むには至らず、昭和の高度成長期にともなう人口流動により国内有数の大県となった後も変化はなかったとしている。
歴史学者の武光誠によれば、江戸期を通じて北武蔵の住民は江戸へあこがれの感情を抱くようになった。それとは対照的に、江戸の住民が北武蔵をやや低く見る風潮が育まれ、後の埼玉県を揶揄する風潮へと引き継がれたとしている。さらに本県が東京都と寄り添うように位置する地理的状況からもその二番煎じのように見せている、としている。
政治学者の小山博也によれば、明治期を通じてマスメディアにより「難治の県」と見る風評が広められた。第5代知事・久保田貫一は、強権的な政治姿勢を打ち出したため議会の反発を招き、不信任が可決されたが、このことは「難治の県」と見る風評を助長させる結果となった。その後も排水事業や治水事業などをめぐる地域内対立が続き、「難治の県」とする見方を後押しした。小山は1989年（平成元年）に刊行した『埼玉県の百年 県民100年史』の中で明治期の風評について「この間まで語られてきた『ダサイ』な埼玉もこの系譜上にある」と記している。
この造語が登場した1980年代初頭の関東地方は、集団就職のために上京した団塊世代が土地高騰や結婚などの機会のため東京郊外へと移動した。人口流動の過程で地域ヒエラルキーが形成され、「第四山の手」と称される東急田園都市線などの沿線地域は企業によるブランディング効果もあり、上京者たちのヒエラルキーの頂点と見なされた。団塊世代と入れ替るようにポスト団塊世代が大学進学のため都心部に流入したが、都心部は若者が集まり情報の発信地とされる一方、埼玉をはじめとした郊外地域はそれより劣るものと見なされた。こうした都心部と郊外の関係を率直に反映した作品作りも行われた（#文化的影響）。

## 文化的影響
1980年代には埼玉県を揶揄する風潮に乗じて『翔んで埼玉』（『やおい君の日常的でない生活』収録、魔夜峰央、白泉社、1986年）や『こちら埼玉山の上大学ボクシング部』（唯洋一郎、集英社、1986-1989年）といった漫画作品が刊行された。また、関東圏と思しい大学サークルにおける、すき焼きの肉をめぐる攻防と葛藤を描いた『最後の晩餐』（『かっこいいスキヤキ』収録、泉昌之、青林堂、1983年）も、当時の地域ヒエラルキーを反映したような内容となった。ただし、こうした傾向の作品は1980年代を境に減少した。
1990年代以降、埼玉県内を舞台やモデルとした作品は増加傾向にあり、作品の登場人物が地域のシンボルとなった事例もあった。その理由についてさいたま文学館は「多くの漫画は多数の登場人物が交錯し時間・空間の変化するイメージを求め、都市や市街地を舞台に設定する。『ダ埼玉』とは都市化・市街化の遅れた県の状況をからかう表現であり、県内における都市化・市街化の進行は『ダ埼玉』イメージの消滅と軌を一にする現象だったと考えられる」と評した。

### 2010年代の情況
2015年（平成27年）11月、日本テレビ放送網のバラエティ番組『月曜から夜ふかし』において、前述の『翔んで埼玉』が取り上げられ、埼玉県を徹底的にディスる内容が話題となった。同年12月、同作が宝島社から復刊されると55万部を超えるヒットとなり、埼玉県知事の上田清司も「悪名は無名に勝る」とコメントを出した。このうち、売り上げの3割を埼玉県内の購入者が、65パーセントを女性の購入者が占めた。
さらに2019年（平成31年）2月22日には同作の実写映画が公開され、同年3月24日時点で興行収入25億円、観客動員数193万人を記録した。一連のヒットについて、ヒップホップに見られるような自分の地元を茶化しあう「地方ディス」、自治体PRとして定番となりつつある「ふるさと自虐」に基づくものではないかといった指摘がある。
同時期には、群馬県では『お前はまだグンマを知らない』、島根県でも『島根自虐伝』がメディア化されている。『なぜ埼玉県民だけがディスられても平気なのか?』など、分析を試みる書籍も発売されている。